# Дяково (язовир)
„Дяково“ е язовир в Югозападна България, експлоатиран от „Напоителни системи“. Използва се за техническото водоснабдяване на ТЕЦ „Бобов дол“, както и за битово водоснабдяване на някои съседни селища.
Разположен е в землището на село Дяково, Дупнишко, с малки части в землището на Кременик. Известен е с формата си на разперена длан. Тъй като собственият му водосбор е много малък, язовирът се захранва от две деривации – от реките Отовица и Бистрица с капацитет 3,30 m³/s и от реките Джерман, Валявица, Фудиня и Горица с капацитет 1,37 m³/s.
Язовирът е завършен през 1975 година и има общ завирен обем 35,0 млн. m³ и залята площ 199 хектара. Язовирната стена е земнонасипна, с кота на короната 666,45 m. Дължината ѝ е 510 m, а преливникът е в десния бряг.
Много видове риба плуват в язовира, като сом, шаран, костур, пъстърва и други.